# Renate Chasman
Renate Wiener Chasman (Berlim, 10 de janeiro de 1932 – 17 de outubro de 1977) foi uma física teuto-estadunidense, que trabalhou com acelerador de partículas.
Nascida Renate Wiener em uma família judaica alemã em Berlim. Seu pai, Hans Wiener, foi um dos fundadores do Partido Social-Democrata da Alemanha. Em 1938 a família Wiener fugiu da Alemanha Nazista através dos Países Baixos para a Suécia, onde Wiener cresceu e frequentou a escola em Estocolmo.
Wiener e sua irmã foram para Israel estudar na Universidade Hebraica de Jerusalém. Wiener graduou-se em 1955 com um M.Sc em física. Obteve um PhD em física experimental em 1959.
Chien-Shiung Wu estava realizando trabalho similar a sua tese e a convidou para trabalhar como pesquisadora associada da Universidade Columbia. Lá encontrou o estudante de pós-graduação de Wu Chellis Chasman, com quem investigou o decaimento beta. Casaram-se em 1962.
Em 1962 os Chasmans foram para a Universidade Yale para trabalhar com David Allan Bromley em espectroscopia nuclear. Chasman começou a trabalhar no Laboratório Nacional de Brookhaven em 1963.
Nos anos seguintes fez importantes contribuições para o desenvolvimento de aceleradores de partículas, reprojetando o alternating-gradient proton synchrotron (AGS). Juntamente com George Kenneth Greené conhecida pela invenção da Treliça Chasman–Green.